# Gustav Sicher
Gustav Sicher (Binjamin Ze'ev ha-Levi Sicher, 21. srpna 1880 Klatovy, Rakousko-Uhersko – 6. října 1960 Praha, Československo) byl český rabín, překladatel a spisovatel. Od roku 1947 až do své smrti v roce 1960 byl vrchním rabínem v Praze.

## Život
Byl synem Jakoba Sichera a jeho druhé manželky Franzisky, rozené Goldmannové. 
Po maturitě na klatovském gymnáziu studoval Gustav Sicher na rabínském semináři ve Vídni a následně na pražské Karlově univerzitě, kde roku 1905 promoval na doktora filosofie. Poté krátce pracoval jako učitel a rabín v Innsbrucku. Od 1. dubna 1906 do roku 1928 byl rabínem židovské obce ve východočeském Náchodě, kde se věnoval mj. tématům sociálních aktivit a sionistického hnutí. Kromě toho působil v letech 1924 až 1928 jako rabín v nedalekém Dvoře Králové.
V roce 1928 byl jmenován rabínem na Královských Vinohradech. Jako člen Sdružení českých rabínů působil ve výboru pro duchovní péči v radě židovských náboženských obcí. Kromě toho se zabýval sionistickými tématy v hnutí Mizrachim a sepsal řadu článků pro české deníky a rozhlas.
Po Mnichovské dohodě z roku 1938 emigroval Gustav Sicher v prosinci 1939 i s rodinou do Palestiny. Zde působil jako rabín v jeruzalémské čtvrti Rechavja pro komunitu českých a slovenských přistěhovalců. V téže době také převzal duchovní péči o nemocné a umírající v jeruzalémské nemocnici Hadasa. Po válce se vrátil do Prahy, kde byl roku 1947 jmenován vrchním zemským a pražským rabínem. S neutuchající obětavostí plnil své povinnosti a značně přispěl k obnově židovstva v poválečném Československu.
V roce 1955 vytvořil rytec Max Švabinský litografii s portrétem Gustava Sichera.
Gustav Sicher zemřel 6. října 1960 v Praze. Byl pochován v čestném hrobě na Novém židovském hřbitově v Praze-Olšanech, kde byla pohřbena také jeho manželka.
V úřadu vrchního zemského rabína jej nahradil Richard Feder.

## Výbor z díla
Společně s karlínským rabínem Isidorem Hirschem (1864–1940) do češtiny přeložil Gustav Sicher Tóru.
- První knihu Mojžíšovu vydána roku 1932
- Druhou knihu Mojžíšovu v roce 1935 vydal Isidor Hirsch
- Třetí knihu Mojžíšovu v roce 1938 vydal Gustav Sicher
- Čtvrtou knihu Mojžíšovu v roce 1939 vydal Isidor Hirsch
- v roce 1950 vydal také Pátou knihu Mojžíšovu.
- v roce 1975 vyšla posmrtně kniha: Volte život: Sborník prací a úvah Gustava Sichra.